# 그레이엄 케네디

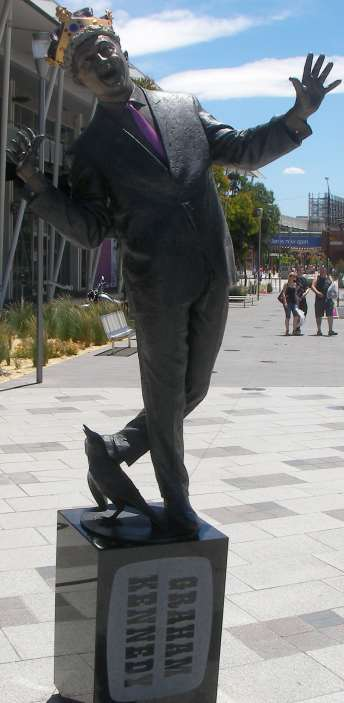

그레이엄 케네디(Graham Kennedy, 1934년 2월 15일 ~ 2005년 5월 25일)는 오스트레일리아의 배우, TV 사회자, 라디오 DJ, 희극인, 가수이다.
멜버른에서 태어났다.

## 출연 작품
- 헐리웃과 맞장뜨기: 호주 B무비의 세계 (2008년)
- 트레블링 맨 (1987년)
- 패터슨 대소동 (1987년)
- 킬링 필드 (1984년)
- 캡틴 인빈서블의 귀환 (1983, The Return of Captain Invincible)
- 클럽 (1980년)
- 베트남 블루스 (1979년)
- 기회의 땅 (1966년)

### 텔레비전
- 사랑의 유람선 (1981)